# 金剑残骨令 (1980年电影)
《金剑残骨令》（英語：The Revenger）是1980年鲍学礼执导，凌云主演的一部香港電影，该电影主要讲述的是一个人为了找到父亲的遗骨而遇到的故事，该作品根据古龙的同名小说改编。

## 劇情簡介
一个武林高手因为惹恼了毛皐，于是导致其被杀，而后其妻子因为一些原因希望儿子不要为父报仇，并且她在临死前还希望她能和丈夫合葬在一起，于是那个人的儿子决定找到父亲的遗骨。
而在寻找的途中，意外的遇到了很多之前和父亲有关的人，并且最后，他还是杀死了杀害其父亲的毛皐。

## 演员
- 狄龙 饰 仇独
- 施思 饰 毛冰
- 凌云 饰 石磷
- 徐枫 饰 慕容惜生
- 陶敏明 饰 毛文琪
- 王青龙 饰 毛皋
- 靳东美 饰 林琦铮
- 李浩 饰 柳复明
- 狄龙 饰 仇恕

## 相關連結
- 豆瓣电影上《金剑残骨令》的資料 （简体中文）
- 互联网电影数据库（IMDb）上《金剑残骨令》的资料（英文）
- 香港影庫上《金剑残骨令》的資料（繁體中文）